# GLUT-3
GLUT-3 is één der glucosetransporters. Het is te vinden op neuronen en placenta. Het heeft een grote glucose affiniteit.